# Liste d'œuvres d'art victimes de la mobilisation des métaux non ferreux en Île-de-France
 (juillet 2021).
Pour un article plus général, voir Liste d'œuvres d'art victimes de la mobilisation des métaux non ferreux.
Cet article vise à recenser les œuvres d'art dans l'espace public en bronze qui ont été fondues sous le régime de Vichy dans le cadre de la mobilisation des métaux non ferreux, en Île-de-France.
Les œuvres sont classées par ordre alphabétique de départements et, au sein de ceux-ci, par ordre alphabétique de communes.

## Essonne
| Œuvre                           | Auteur | Commune | Localisation           | Notes | Installation | Coordonnées    | Illustration |
| ------------------------------- | ------ | ------- | ---------------------- | --- | ------------ | -------------- | --- |
| Buste de Jean-François Regnard, | Faucon | Dourdan | Sur la place du marché | Représentait Jean-François Regnard. Un buste de remplacement en pierre réalisé par Corbin est installé[Quand ?] dans le square Great Dunmow. | 1909         | à géolocaliser | Buste de Jean-François Regnard« Monument à Jean-François Regnard à Dourdan », sur À nos grands hommes,« Monument à Jean-François Regnard à Dourdan », sur e-monumen |

## Hauts-de-Seine
| Œuvre                                                   | Auteur                         | Commune            | Localisation                                              | Notes | Installation | Coordonnées    | Illustration |
| ------------------------------------------------------- | ------------------------------ | ------------------ | --------------------------------------------------------- | --- | ------------ | -------------- | --- |
| Buste de Jean-Jacques Rousseau,                         | Albert-Ernest Carrier-Belleuse | Asnières-sur-Seine | Sur la place Jean-Jacques Rousseau                        | Représentait Jean-Jacques Rousseau. Un buste de remplacement en pierre est installé en 1947 ou 1948. | 1886         | à géolocaliser | Buste de Jean-Jacques Rousseau« Fontaine Jean-Jacques Rousseau à Asnières », sur À nos grands hommes,« Fontaine Jean-Jacques Rousseau à Asnières », sur e-monumen |
| Buste de Jean de La Fontaine,                           | Louis Noël                     | Fontenay-aux-Roses | Dans le parc du château Sainte-Barbe                      | Représentait Jean de La Fontaine. Érigé sur la place de l'église en 1894. Retiré en 1930 et installé dans la cour d'honneur du château Sainte-Barbe en 1928. Un buste de remplacement en pierre réalisé par Jules Déchin est installé[Quand ?].                                                   | 1930         | à géolocaliser | Image manquante |
| Les Naïades                                             | Gustave Michel                 | Levallois-Perret   | Dans le parc de la Planchette                             | | À déterminer | à géolocaliser | Image manquante |
| L'Aveugle et le paralytique,                            | Jean Turcan                    | Levallois-Perret   | Dans le parc de la Planchette                             | | 1926         | à géolocaliser | L'Aveugle et le paralytique« L'Aveugle et le paralytique à Levallois-Perret », sur À nos grands hommes,« L'Aveugle et le paralytique à Levallois-Perret », sur e-monumen |
| Deux chiens de meute à l'attache                        | Georges Vacossin               | Levallois-Perret   | Dans le parc de la Planchette                             | | 1926         | à géolocaliser | Image manquante |
| La Fiancée du Lion                                      | Henri Amédée Fouques           | Levallois-Perret   | Dans le parc de la Planchette, à la pointe de la roseraie | | 1926         | à géolocaliser | Image manquante |
| Buste de François Rabelais,                             | François Truphème              | Meudon             | Au lieu-dit La Croix de la Prévôté                        | Représentait François Rabelais. Un buste de remplacement identique est installé en 1996. | 1885         | à géolocaliser | Buste de François Rabelais« Monument à François Rabelais à Meudon », sur À nos grands hommes,« Monument à François Rabelais à Meudon », sur e-monumen |
| Allégorie et médaillon du Faune de la fontaine Houette, | Corneille Theunissen           | Meudon             | Sur la place Aristide-Briand à Bellevue                   | Également appelée Fontaine du Faune ou Faune cracheur. Un médaillon de remplacement identique est installé[Quand ?]. L'allégorie n'a pas été remplacée. | 1898         | à géolocaliser | Allégorie et médaillon du Faune de la fontaine Houette« Fontaine Houette à Meudon », sur À nos grands hommes,« Fontaine Houette à Meudon », sur e-monumen |
| Fontaine et statue de moissonneur,                      | Jean-Baptiste Lemaître         | Nanterre           | Sur la place du Maréchal-Foch                             | | 1882         | à géolocaliser | Fontaine et statue de moissonneur« Fontaine à Nanterre », sur À nos grands hommes,« Fontaine à Nanterre », sur e-monumen |
| Statue d'Antoine Parmentier,                            | Adrien Étienne Gaudez          | Neuilly-sur-Seine  | Sur la place Parmentier                                   | Représentait Antoine Parmentier. Érigé place de l'hôtel de ville en 1888. Retirée en 1889 et installée place Parmentier. Retirée en 1897 et placée derrière l'hôtel de ville. Une statue de remplacement identique réalisée par André Lavaysse est installée en 1982 dans le square de la mairie. | 1937         | à géolocaliser | Statue d'Antoine Parmentier« Monument à Parmentier étudiant à la pomme de terre à Neuilly-sur-Seine », sur À nos grands hommes,« Monument à Parmentier à Neuilly-sur-Seine », sur e-monumen · Statue d'Antoine Parmentier« Monument à Parmentier étudiant à la pomme de terre à Neuilly-sur-Seine », sur À nos grands hommes,« Monument à Parmentier à Neuilly-sur-Seine », sur e-monumen           |
| Statue de Jean-Rodolphe Perronet,                       | Adrien Étienne Gaudez          | Neuilly-sur-Seine  | En contrebas du pont de Neuilly                           | Représentait Jean-Rodolphe Perronet. Une statue de remplacement en pierre est installée sur l'île de Puteaux en 1981. Une autre statue de remplacement est installée[Quand ?] sur la place Winston-Churchill.                                                                                     | 1897         | à géolocaliser | Statue de Jean-Rodolphe Perronet« Monument à Jean-Rodolphe Perronet à Neuilly-sur-Seine », sur À nos grands hommes,« Monument à Jean-Rodolphe Perronet à Neuilly-sur-Seine », sur e-monumen · Statue de Jean-Rodolphe Perronet« Monument à Jean-Rodolphe Perronet à Neuilly-sur-Seine », sur À nos grands hommes,« Monument à Jean-Rodolphe Perronet à Neuilly-sur-Seine », sur e-monumen           |
| Buste de la République,                                 | À déterminer                   | Rueil-Malmaison    | Devant la mairie                                          | Érigé en 1909 légèrement plus au Sud. Le piédestal resté vide est retiré[Quand ?] et installé dans le jardin de la résidence Nadar. | 1923         | à géolocaliser | Buste de la République« La République à Rueil-Malmaison », sur À nos grands hommes,« La République à Rueil-Malmaison », sur e-monumen |
| Statue d'Icare et médaillon d'Alberto Santos-Dumont,    | Georges Colin                  | Saint-Cloud        | Sur la place Santos-Dumont                                | Représentait Alberto Santos-Dumont. Une statue et un médaillon de remplacement sont installés en 1952. | 1913         | à géolocaliser | Statue d'Icare et médaillon d'Alberto Santos-Dumont« Monument à Alberto Santos-Dumont à Saint-Cloud », sur À nos grands hommes,« Monument à Alberto Santos-Dumont à Saint-Cloud », sur e-monumen · Statue d'Icare et médaillon d'Alberto Santos-Dumont« Monument à Alberto Santos-Dumont à Saint-Cloud », sur À nos grands hommes,« Monument à Alberto Santos-Dumont à Saint-Cloud », sur e-monumen |
| Nonia danseuse à Pompéï                                 | Paul Roussel                   | Vanves             | Dans le parc Falret                                       | Également appelée Fleur du Vésuve. Érigée[Quand ?] dans l'hôtel de ville de Vincennes, puis à Vanves. Elle en est retirée en 1939 et fondue en 1942. Un autre exemplaire placé à Vanves dans l'appartement du préfet aurait été fondu en 1941. Il en existe néanmoins une copie.                  | 1939         | à géolocaliser | Nonia danseuse à Pompéï« Nonia danseuse à Pompéï ou Fleur du Vésuve à Vanves », sur e-monumen |

## Seine-et-Marne
| Œuvre                                         | Auteur                                | Commune               | Localisation                                             | Notes | Installation | Coordonnées                      | Illustration             |
| --------------------------------------------- | ------------------------------------- | --------------------- | -------------------------------------------------------- | --- | ------------ | -------------------------------- | ------------------------ |
| Buste de Nicolas Michel Foix                  | Alexandre-Mathurin Pêche              | Chaumes-en-Brie       | Dans le square Foix                                      | | 1913         | à géolocaliser                   | Image manquante          |
| Statue de René Quinton,                       | Paul Dardé                            | Chaumes-en-Brie       | Sur la champ de foire                                    | Représentait René Quinton. Le piédestal est resté vide. | 1931         | à géolocaliser                   | Image manquante          |
| Statue du général Nicolas Joseph Beaurepaire, | Maximilien Louis Bourgeois            | Coulommiers           | Sur la place Beaurepaire                                 | Représentait Nicolas Joseph Beaurepaire. | 1884         | à géolocaliser                   | Image manquante          |
| Buste de Sadi Carnot,                         | Émile Peynot                          | Fontainebleau         | Sur la place Carnot                                      | Représentait Sadi Carnot. | 1895         | 48° 24′ 16″ nord, 2° 42′ 03″ est | Image manquante          |
| Taureau du monument à Rosa Bonheur,           | Isidore Bonheur                       | Fontainebleau         | Sur la place Denecourt                                   | Représentait Rosa Bonheur. | 1901         | 48° 24′ 14″ nord, 2° 41′ 58″ est | Monument à Rosa Bonheur  |
| Statue du général Édouard Damesme,            | Eugène Godin                          | Fontainebleau         | Sur la place Damesme                                     | Représentait Édouard Damesme. Se trouvait initialement sur la place Centrale (48° 24′ 22″ N, 2° 42′ 02″ E), puis déplacée en 1941 à la suite de l'aménagement d'une nouvelle halle de marché. | 1851         | 48° 24′ 38″ nord, 2° 42′ 05″ est | Image manquante          |
| Buste d'Augustin Duburcq                      | Albert Roze                           | La Ferté-sous-Jouarre | 15 quai André-Planson                                    | Un buste de remplacement en pierre est installé en 2007. | À déterminer | 48° 56′ 56″ nord, 3° 07′ 58″ est | Buste d'Augustin Duburcq |
| Statue du général Noël Raoult,                | Jean-Paul Aubé                        | Meaux                 | Sur la place Henri IV                                    | Représentait Noël Raoult. | 1891         | à géolocaliser                   | Image manquante          |
| Buste de Louis Geoffroy,                      | Alphonse Emmanuel de Moncel de Perrin | Meaux                 | Dans le jardin des Trinitaires                           | Représentait Louis Geoffroy. Le piédestal resté vide est détruit[Quand ?]. | À déterminer | à géolocaliser                   | Image manquante          |
| Buste de Louis Pasteur,                       | André d'Houdain                       | Melun                 | Boulevard Victor-Hugo, renommé quai Pasteur par la suite | Représentait Louis Pasteur. | 1897         | à géolocaliser                   | Image manquante          |
| Buste de Gabriel Leroy,                       | Émile Félix Gaulard                   | Melun                 | Dans le jardin de l'hôtel de ville                       | Le piédestal est resté vide. | 1909         | à géolocaliser                   | Image manquante          |
| Buste de la République,                       | René Carillon                         | Mitry-Mory            | À déterminer                                             | Le piédestal resté vide est retiré en 1947. | 1903         | à géolocaliser                   | Image manquante          |
| Buste d'Hégésippe Moreau,                     | Laure Coutan                          | Provins               | Dans le jardin Victor-Garnier                            | Représentait Hégésippe Moreau. Le piédestal est resté vide. | 1914         | à géolocaliser                   | Image manquante          |

## Seine-Saint-Denis
| Œuvre                          | Auteur                   | Commune         | Localisation                                             | Notes                       | Installation | Coordonnées    | Illustration |
| ------------------------------ | ------------------------ | --------------- | -------------------------------------------------------- | --------------------------- | ------------ | -------------- | --- |
| Chevreaux affrontés            | À déterminer             | Aubervilliers   | Dans le square Stalingrad, en face de la salle des fêtes |                             | À déterminer | à géolocaliser | Image manquante |
| Fontaine de l'enfant au masque | Charles Robert-Champigny | Aubervilliers   | Sur la place de la Mairie                                |                             | À déterminer | à géolocaliser | Image manquante |
| Statue de Vercingétorix,       | Jules Bertin             | Saint-Denis     | Dans le square Thiers                                    | Représentait Vercingétorix. | 1890         | à géolocaliser | Statue de Vercingétorix« Monument à Vercingétorix à Saint-Denis », sur À nos grands hommes,« Monument à Vercingétorix à Saint-Denis », sur e-monumen |
| Le Pardon,                     | À déterminer             | Rosny-sous-Bois | Dans le square Richard-Gardebled                         |                             | À déterminer | à géolocaliser | Image manquante |
| Enfant                         | À déterminer             | Rosny-sous-Bois | Dans le square Richard-Gardebled                         |                             | À déterminer | à géolocaliser | Enfant« Enfant à Rosny-sous-Bois », sur e-monumen |

## Val-de-Marne
| Œuvre                                                | Auteur                     | Commune               | Localisation                                                       | Notes | Installation | Coordonnées    | Illustration |
| ---------------------------------------------------- | -------------------------- | --------------------- | ------------------------------------------------------------------ | --- | ------------ | -------------- | --- |
| La danseuse Nattova,                                 | Serge Youriévitch (en)     | Bry-sur-Marne         | À déterminer                                                       | Représentait Natacha Nattova. | 1934         | à géolocaliser | Image manquante |
| Buste du général Jules Marie Ladreit de Lacharrière, | Paul Fournier              | Créteil               | Route Nationale, en face du chemin conduisant au Mont-Mesly        | Représentait Jules Marie Ladreit de Lacharrière. Le piédestal pyramide resté vide est retiré et installé à l'entrée du square Julien en 1947. Un buste de remplacement réalisé par Jean Cardot est installé en 2010. | 1894         | à géolocaliser | Image manquante |
| Egregius Faber,                                      | Charles Théodore Perron    | Ivry-sur-Seine        | Sur la place Léon-Gambetta                                         | Également appelé Monument au Travail. | 1910         | à géolocaliser | Egregius Faber« Egregius Faber, ou Monument au Travail à Ivry-sur-Seine », sur À nos grands hommes,« Egregius Faber, ou Monument au Travail à Ivry-sur-Seine », sur e-monumen |
| Femme et adolescent                                  | À déterminer               | Maisons-Alfort        | Dans le jardin de la mairie                                        | | À déterminer | à géolocaliser | Image manquante |
| Statue de Lully enfant,                              | Adrien Étienne Gaudez      | Saint-Maur-des-Fossés | Dans le square de la Pie                                           | Représentait Jean-Baptiste Lully. | À déterminer | à géolocaliser | Image manquante |
| Monument au lieutenant Edgar Soufflay,               | Julien Prosper Legastelois | Saint-Maur-des-Fossés | Devant l'école de La Varenne                                       | | 1912         | à géolocaliser | Image manquante |
| Statue de Maurice Berteaux,                          | À déterminer               | Saint-Maur-des-Fossés | Intersection de l'avenue Foch et du boulevard de Créteil           | Représentait Maurice Berteaux. | 1928         | à géolocaliser | Image manquante |
| Dans la Montagne, Aigle et bouquetins,               | Maurice Roger Marx         | Saint-Maur-des-Fossés | Dans le square de l'écho, renommé square Victor Basch par la suite | Également appelé La Proie. | 1917         | à géolocaliser | Image manquante |
| La Voix des cloches,                                 | Eugène-René Arsal          | Vincennes             | Rue Raymond-du-Temple devant l'église Notre-Dame                   | Une statue de remplacement en pierre est installée[Quand ?]. | 1930         | à géolocaliser | Image manquante |

## Val-d'Oise
| Œuvre                            | Auteur                         | Commune               | Localisation                                                    | Notes | Installation | Coordonnées    | Illustration |
| -------------------------------- | ------------------------------ | --------------------- | --------------------------------------------------------------- | --- | ------------ | -------------- | --- |
| Buste de la République,          | René-Philéas Carillon          | Argenteuil            | Cour de la mairie                                               | | 1899         | à géolocaliser | Image manquante |
| Buste de Maurice Berteaux,       | René-Philéas Carillon          | Argenteuil            | Sur la place de la mairie                                       | Représentait Maurice Berteaux. | 1914         | à géolocaliser | Buste de Maurice Berteaux« Monument à Maurice Berteaux à Argenteuil », sur À nos grands hommes,« Monument à Maurice Berteaux à Argenteuil », sur e-monumen                                 |
| Buste de Louis Daguerre,         | Charles-Romain Capellaro       | Cormeilles-en-Parisis | Dans le square Daguerre                                         | Représentait Louis Daguerre. Un buste de remplacement est installé en 1957. | 1883         | à géolocaliser | Buste de Louis Daguerre« Monument à Jacques Louis Daguerre à Cormeilles-en-Parisis », sur À nos grands hommes,« Monument à Jacques Louis Daguerre à Cormeilles-en-Parisis », sur e-monumen |
| Buste du docteur Vincent Martin, | À déterminer                   | Deuil-la-Barre        | Sur la place du docteur Martin                                  | | 1879         | à géolocaliser | Image manquante |
| Statue de Jean-Jacques Rousseau, | Albert-Ernest Carrier-Belleuse | Montmorency           | Sur le rond-point de l'avenue Émile                             | Représentait Jean-Jacques Rousseau. Une statue de remplacement en pierre réalisée par Hélène Guastalla est installée en 1962. Elle est détruite ainsi que le piédestal par un accident de la route en 1994. Une statue de remplacement identique à l'originale réalisée par Patrick Laroche est installée en 1999. | 1907         | à géolocaliser | Statue de Jean-Jacques Rousseau« Monument à Jean-Jacques Rousseau à Montmorency », sur À nos grands hommes,« Monument à Jean-Jacques Rousseau à Montmorency », sur e-monumen               |
| Buste d'André Grétry,            | Georges Colin                  | Montmorency           | Intersection de la rue Grétry et de l'avenue Georges Clemenceau | Représentait André Grétry. Un buste de remplacement copie de celui réalisé par Henri-Joseph Rutxhiel est offert par Liège et installé en 1949. Il est volé en 1983. Un buste de remplacement est installé en 1985.                                                                                                 | 1911         | à géolocaliser | Image manquante |
| Monument aux morts de 1870,      | Antonin Carlès                 | Pontoise              | Rue de Gisors                                                   | Également appelé Monument du Souvenir français. | 1909         | à géolocaliser | Image manquante |
| Buste de Maria Deraismes,        | Élisa Bloch                    | Pontoise              | À déterminer                                                    | Représentait Maria Deraismes. | 1895         | à géolocaliser | Image manquante |
| Buste de la République,          | À déterminer                   | Sannois               | Sur la place de la mairie                                       | Un buste de remplacement en plâtre est installé avant la Libération[Quand ?]. Un buste de remplacement en bronze est installé après la Libération[Quand ?]. | 1905         | à géolocaliser | Image manquante |

## Yvelines
| Œuvre                                               | Auteur                  | Commune               | Localisation                                                        | Notes | Installation | Coordonnées    | Illustration |
| --------------------------------------------------- | ----------------------- | --------------------- | ------------------------------------------------------------------- | --- | ------------ | -------------- | --- |
| Statue de Maurice Berteaux,                         | Charles Maillard        | Chatou                | Sur la place Maurice Berteaux                                       | Représentait Maurice Berteaux. Un buste de remplacement en marbre réalisé par René-Philéas Carillon est installé en 1948.   | 1922         | à géolocaliser | Image manquante |
| Buste de la République,                             | Louis Bate              | Chatou                | Sur la place de l'hôtel de ville                                    | | 1902         | à géolocaliser | Image manquante |
| Buste et bas-relief du monument à Victor Schœlcher, | Marguerite Syamour      | Houilles              | Sur la place Courbet, renommée place Victor Schoelcher par la suite | Représentait Victor Schœlcher. Un buste de remplacement identique est installé en 1948. Le bas-relief n'a pas été remplacé. | 1904         | à géolocaliser | Image manquante |
| Monument de la République,                          | À déterminer            | Mantes-la-Jolie       | Vers le square Brieussel                                            | Érigé[Où ?] en 1906. | 1928         | à géolocaliser | Image manquante |
| Buste de François Quesnay,                          | Frédéric-Étienne Leroux | Méré                  | À déterminer                                                        | Représentait François Quesnay. Un buste de remplacement réalisé par Jean Houitte est installé en 1994.                      | 1896         | à géolocaliser | Buste de François Quesnay« Monument à François Quesnay à Méré », sur À nos grands hommes,« Monument à François Quesnay à Méré », sur e-monumen             |
| Buste d'Anne de Bretagne,                           | Émile Derré             | Montfort-l'Amaury     | Promenade des Tours                                                 | Représentait Anne de Bretagne. Un buste de remplacement en plâtre est installé[Quand ?].                                    | 1914         | à géolocaliser | Image manquante |
| Statue d'Adolphe Thiers,                            | Antonin Mercié          | Saint-Germain-en-Laye | Sur la place du Château                                             | Représentait Adolphe Thiers.                                                                                                | 1880         | à géolocaliser | Statue d'Adolphe Thiers« Monument à Thiers à Saint-Germain-en-Laye », sur À nos grands hommes,« Monument à Thiers à Saint-Germain-en-Laye », sur e-monumen |
| Buste du général Gustave Borgnis-Desbordes,         | Léon Georges Baudry     | Versailles            | Dans le jardin de l'hôtel de ville                                  | Représentait Gustave Borgnis-Desbordes. Un buste de remplacement en pierre est installé en 1955.                            | 1935         | à géolocaliser | Image manquante |